# توم كوليتز
توم كوليتز (بالألمانية: Tom Kaulitz)‏ ولد في (1 سبتمبر 1989) في لايبزيغ ألمانيا الشرقية، عازف القيثارة ألماني، اشتهر بعد أن انضم إالى الفرقة الغنائية (توكيو هوتيل) مع شقيقه التوأم (بيل كوليتز)، وقد نال عدة جوائز من (إم تي في) وغيرها، هو عازف في الفرقة الألمانية توكيو هوتيل. لديه منذ سن 9 ظهر مع شقيقه التوأم بيل. وبدأ في وقت لاحق لجعل الموسيقى جنبا إلى جنب مع جورج، عازف قيثارة وغوستاف، والطبال في ذلك الوقت تسمى الفرقة شيطاني.

## التعليم
وقال انه هو وشقيقه بيل لم تكن لهم شعبية في المدرسة. بل على العكس، كثيرا ما كانت الإهانة مع كلمات مثل «سوناتا» أو «عصابة من الأطفال الصغار» في مظهرهم. وبعد شهرين من أول ظهور له، كان أكثر شعبية عندما غادر المدرسة خلال العام للشتائم. يوم واحد في الصف جلبت قميصا عندما تضع «سأظل اقتل بيل وبقية الفرقة أيضا.» كل من توم وبيل والعناصر الأخرى في المجموعة (جورج غوستاف الأول) لم قادرا على الانتهاء التعليم التصنيف الثانوي الإلزامي، ويجري حاليا اتخاذ المقررات عبر الإنترنت لإنهاء المدرسة.

## السيرة الذاتية

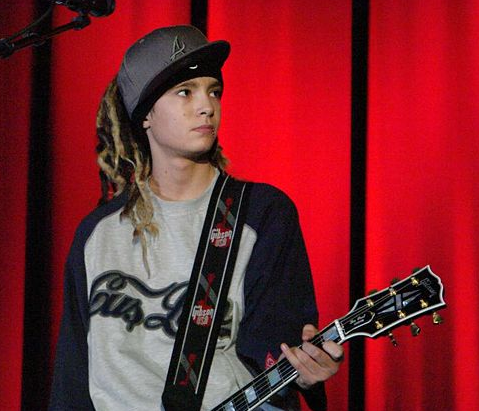
(توم كوليتز) يعزف

توم وعندما كان بيل ست سنوات كان والدي، وسيمون، ويورغ كوليتز، والمطلقات. تزوجت والدته في وقت لاحق توم زوج الأم الحالي، غوردون ترومبير، الذي لعب الإيتار في الفرقة، وسيكون من تأثير كبير على موسيقية توم وبيل. كانت متزوجة من والدة التوأم، وتوم وبدأ العزف على الإيتار. ورقة رابحة كان له تأثير جيد جدا على اثنين من الفتيان.
يمتاز بعيون بنية اللون، شعره اسة د اللون مضفر. يزن 54 كجم. يحب الحفلات، والكتابات على الجدران، العزف على الجيتار والموسيقى عامة بوجه عام. ويحب أداء المغني الراب الألمانية سامي دي لوكس، وأغنيته المفضلة لحظة «واسمحوا لي أن أذهب». عائلته قبلت اثنان من القرود الحلو، لأنه يحب الحيوانات الأكثر غرابة. أيضا، جنبا إلى جنب مع شقيقه لرعاية الكلاب والقطط سكوتي لهم. ألبومه الأول كان اشترى أروسميث
توم كوليتز وبلده الشقيق، بيل كوليتز لقد اثنين من أنماط مختلفة تماما. ولكن هي في الواقع التوائم المتطابقين. توم له الورك الخاصة، على غرار هوب، مع المجدل والملابس الكبيرة.
توم شقيق، وبيل، وبدأت الغناء وكتابة الأغاني عندما كان عمرها تسع سنوات فقط، والتقيا في عام 2001 اظهر جورج وغوستاف شيفر في معرض الموسيقى المحلية. وتقارب ذوقك في الموسيقى أدت إلى تأسيس الفرقة الشيطاني.التي يؤدونها على الأماكن، ومحلية صغيرة، واكتساب الخبرة من يقف على خشبة المسرح. في عام 2003 وقابلت المجموعة منتج سجل بيتر هوفمان وفقط بعد أن وقعت عقدا مع يونيفرسال ميوزيك المنزلي شعبة في هامبورغ. عندما يكون الفريق قد تغيرت أيضا اسمهم إلى طوكيو هوتيل ".
وكوليتز أنه من المعروف أن الفتاة سعيدة أكثر من أربعة أولاد. انه (ما تراه في مقابلة مع مختلف 's) كامل من الهزل وليس خائفا على السماح مزحة تتجاوز جورج. توم كوليتز وبيل كوليتز من التوائم المتماثلة (توم هو 10 دقيقة و 58 ثانية مضى عليها أكثر من بيل) كلاهما بدأ العمل الموسيقي في سن مبكرة. توم هي الورك ومسرور جدا سامي دي لوكس (صاحب سبيل المثال) وقال انه هو صاحب (إسكاليد كاديلاك) 2008. توم حصل على أول قبلة عندما كان 9 سنوات من نفس الفتاة التي قبلت بيل كوليتز (مغني) للمرة الأولى. توم كوليتز الآباء وسيموني يورغ كوليتز المطلقات عند التوائم كانت 9 سنوات. كان من الصعب على اثنين من التوائم المتماثلة. كان السبب في أن طوكيو هوتيل أغنية كتب: (بالألمانية: Gegen Meinen Willen).

## أسلوبه
طريقته في اللبس فهو عادة ما يلبس الثوب الفضفاض وملابس الهيب هوب، والقباعة. واحد فقط من الفرقة للقيام بذلك، اعتبارا من شهر سبتمبر عام 2007، كان توم باستخدام جيبسون القيثارات، وقد أعلن عن المؤثرات الموسيقية لتكون أروسميث والهيب هوب الألمانية مثل سامي دي لوكس.

## الحياة الشخصية

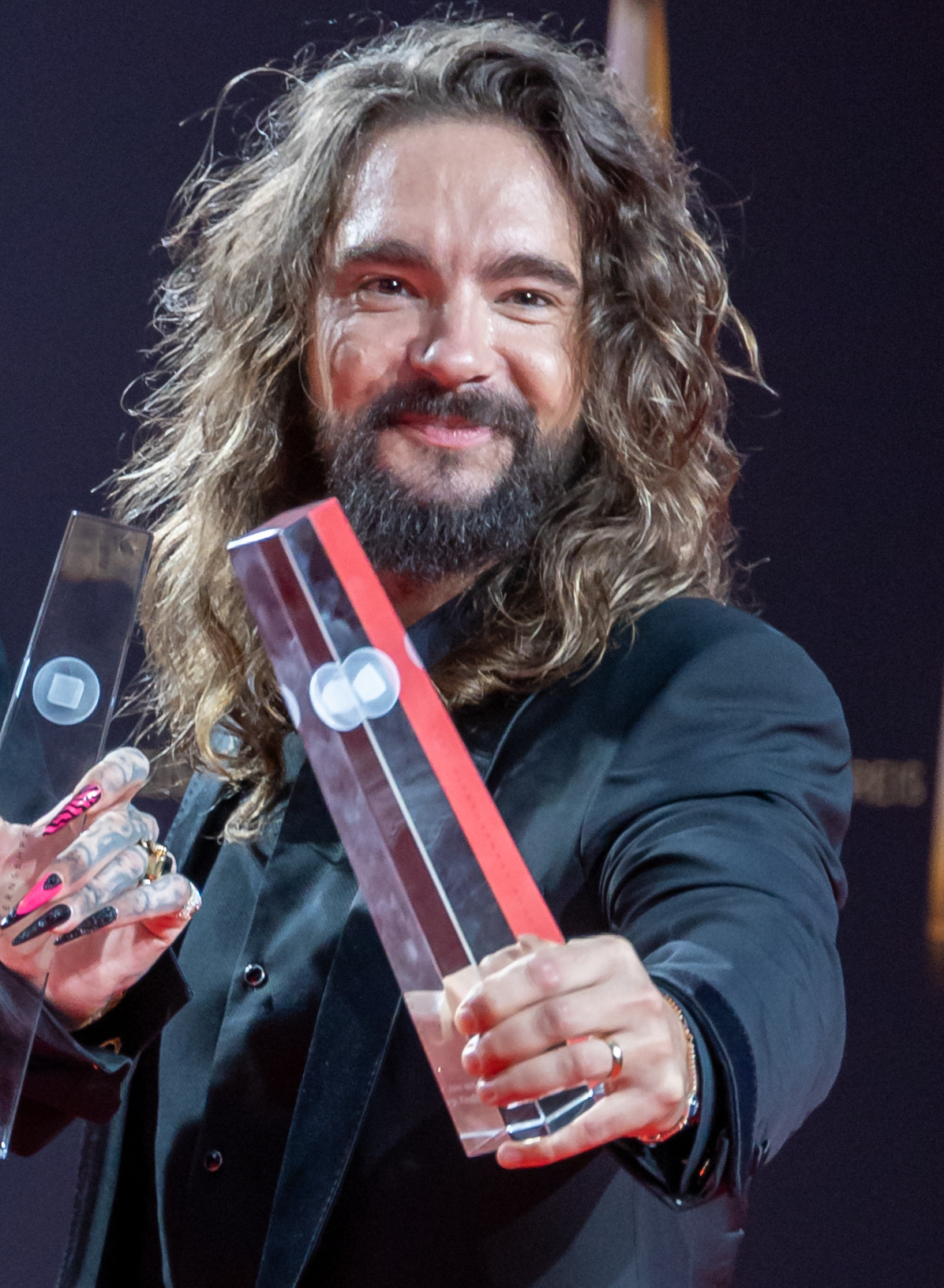
بيل وتوم كوليتز في جائزة التلفزيون الألماني

ولد في 1 سبتمبر عام 1989 في لايبزيغ، ألمانيا الشرقية، ولد بعشر دقائق قبل شقيقه التوأم بيل كوليتز، ودوره بالفرقة العزف بالإيتار.
ويفضل أيضاً حلوى «سكيتلز».
تم إدخال توم كوليتز إلى السجن والسبب في ذلك كان توم في محطة بنزين وهو بسيارته (آودي آر8), وكان هناك عدة فتيات في المحطة ومنهم برين، اقتربت من السيارة حاولت التقرب منه واحداث فوضى فجأة خرج توم وقام بصفعها واشتبكوا في القتال، كما ورد في صحيفة بيلد نشرت.

## الالبومات
1. 2005 (Schrei): روك

1. 2006 (Schrei - so laut du kannst): روك

1. 2007 (Zimmer 483): بوب وروك

1. 2007 (Scream): روك وبوب

1. 2009 (Humanoid): روك

1. 2010 (Best Of): بوب روك